# Kōzaburō Yoshimura
Pour les articles homonymes, voir Yoshimura.
Kōzaburō Yoshimura (吉村 公三郎, Yoshimura Kōzaburō), né le 9 septembre 1911 à Ōtsu et mort le 7 novembre 2000 à Yokohama, est un réalisateur japonais.

## Biographie

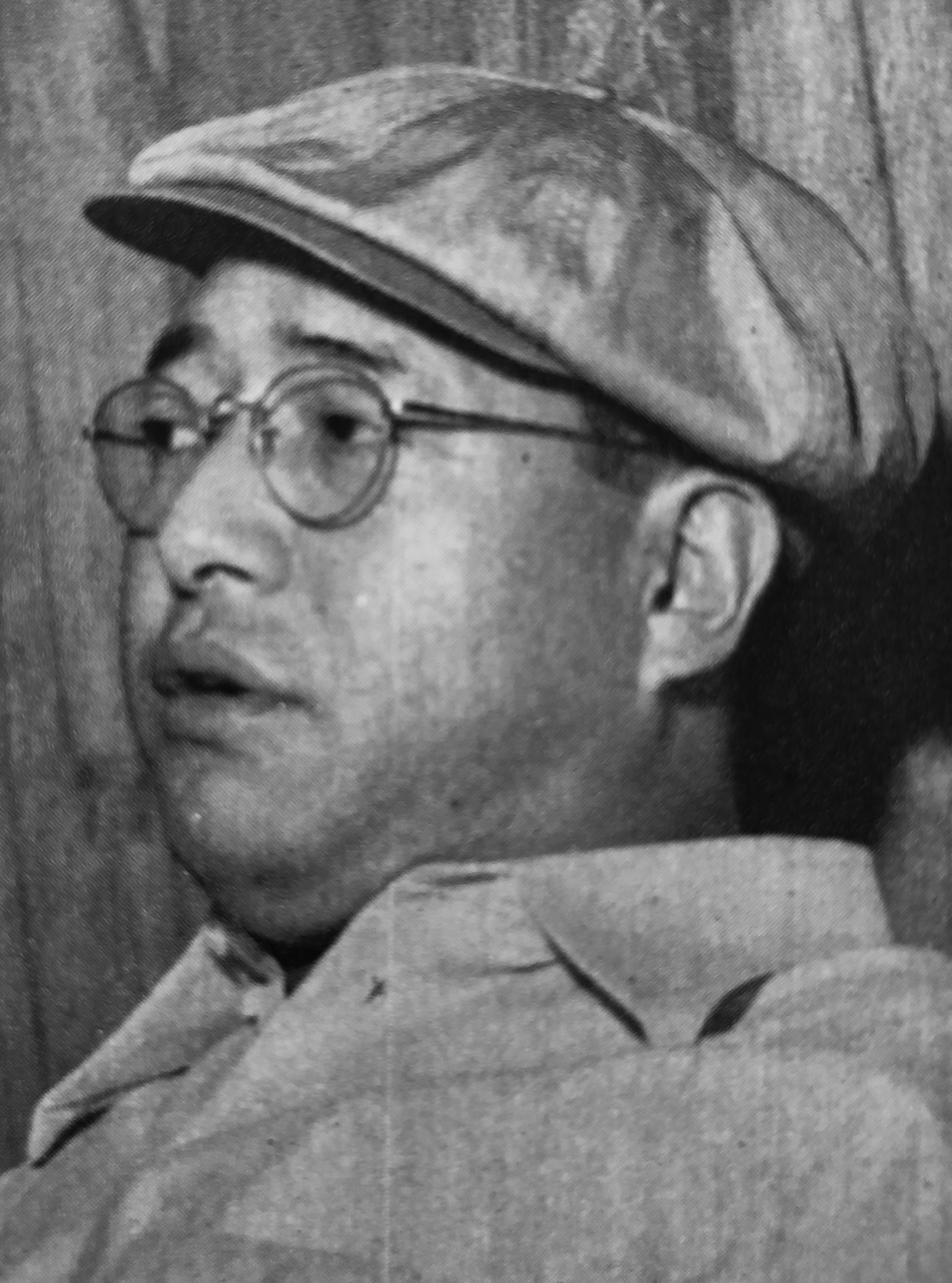
Kōzaburō Yoshimura en 1954.

Kōzaburō Yoshimura rejoint les studios Shōchiku en 1929. Ses débuts de réalisateur datent de 1934, mais il reste encore assistant réalisateur pour Yasujirō Ozu et Yasujirō Shimazu par la suite. À la fin des années 1930, l'armée lui confie un projet d'abord refusé par Hiroshi Shimizu, L'Histoire du commandant de chars Nishizumi (西住戦車長伝, Nishizumi senshachō-den, 1940). Yoshimura accepte à condition de pouvoir tourner au préalable Courant chaud (暖流, Danryū, 1939) d'après un roman de Kunio Kishida. Le coup de poker réussit, le film emporte l'adhésion du public comme celui des autorités car réussissant à ne jamais faire ressentir l'impact de la guerre dans un contexte d'austérité anxiogène. Courant chaud est le film qui le fait connaître,,.
Son film Le Bal de la famille Anjo, avec la célèbre actrice Setsuko Hara, est nommé meilleur film en 1947 par la revue Kinema Junpō. Ce film marque le début d'une longue relation avec le scénariste et réalisateur Kaneto Shindō. En 1950, ils fondent ensemble la compagnie de production indépendante Kindai Eiga Kyōkai (en) (近代映画協会, litt. « Société de cinéma moderne japonaise »),.
Kōzaburō Yoshimura a permis la révélation d'actrices telles que Fujiko Yamamoto, Machiko Kyō et Ayako Wakao. Il réalise plus de 60 films durant sa carrière, et reçoit une médaille honorifique (Médaille au ruban pourpre) du gouvernement japonais en 1976.

## Filmographie

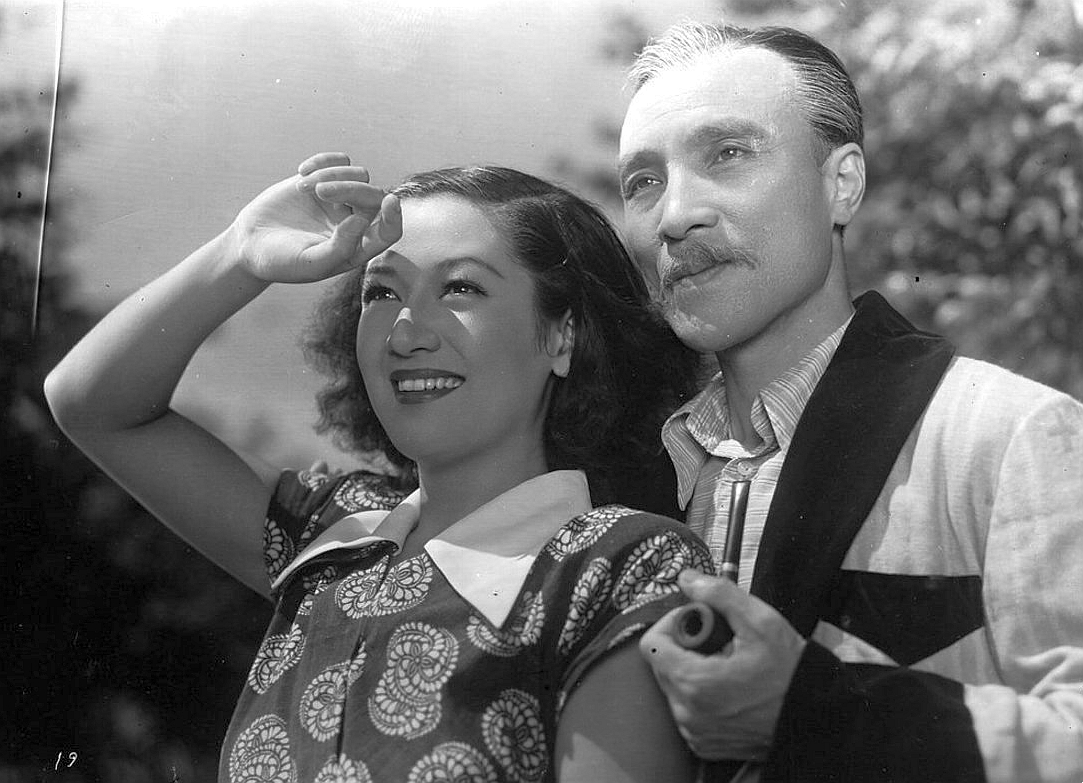
Setsuko Hara et Osamu Takizawa dans Le Bal de la famille Anjo (1947).

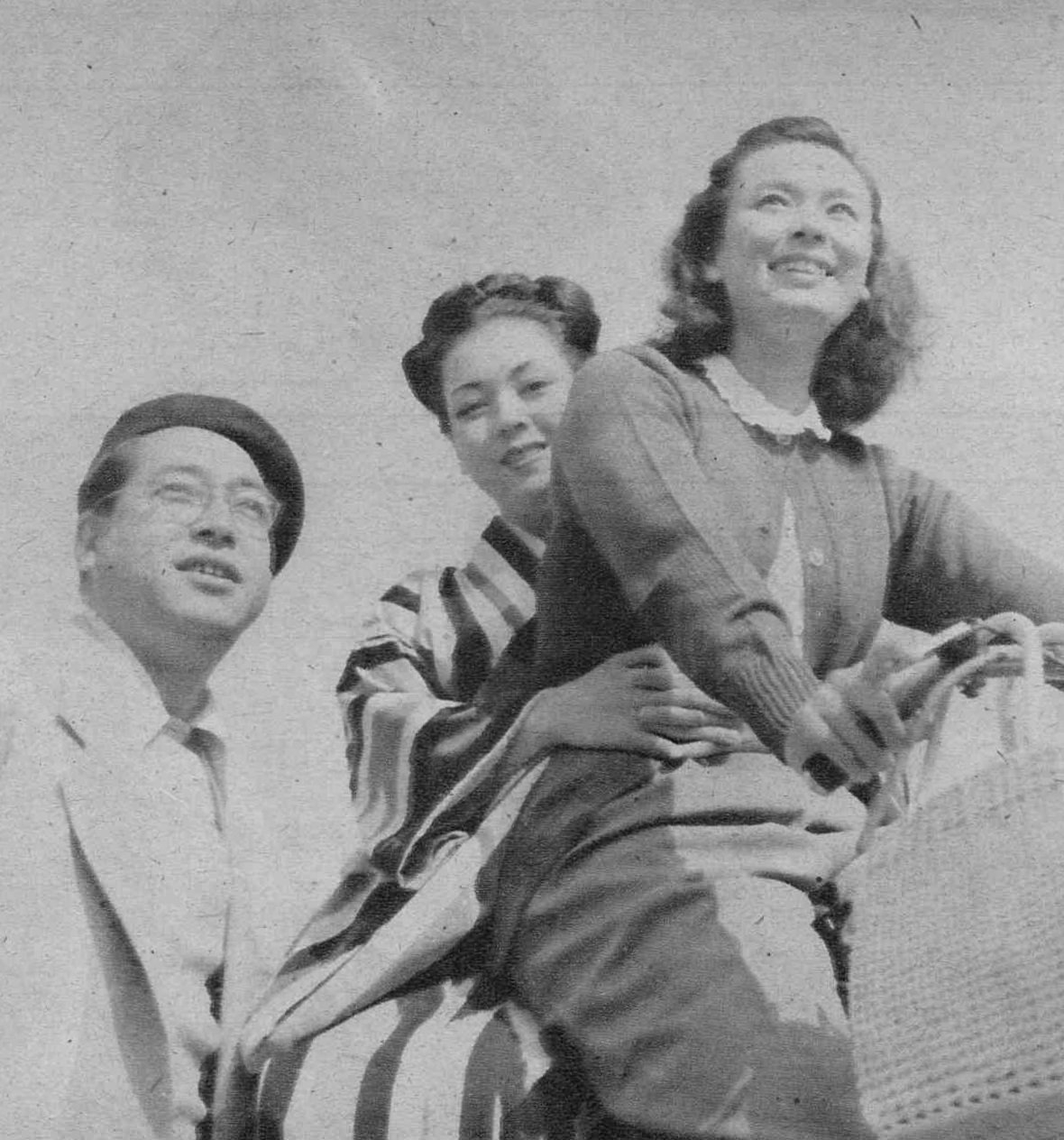
Kōzaburō Yoshimura, Machiko Kyō et Yasuko Fujita sur le tournage de Les Habits de la vanité (1951).

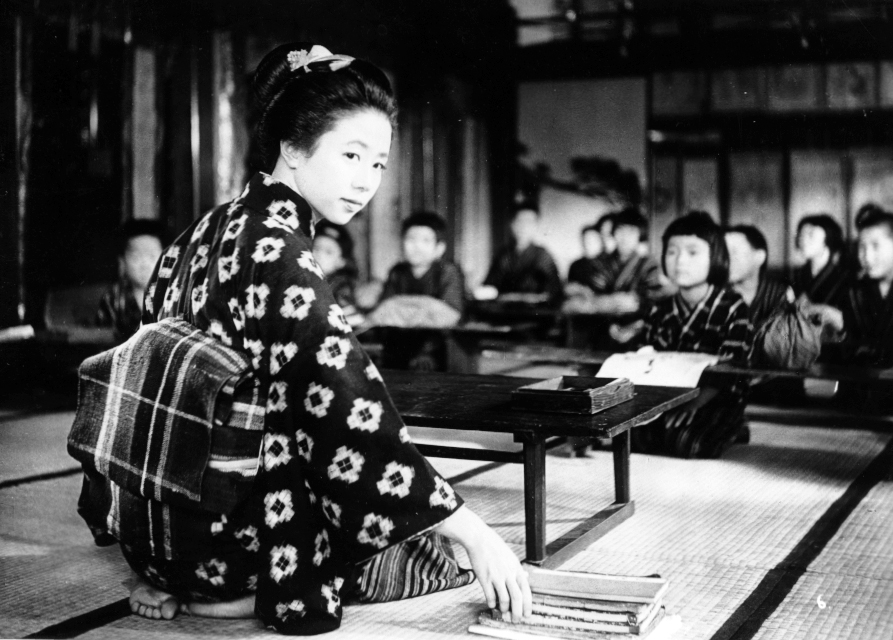
Nobuko Otowa dans Avant l'aube (1953).

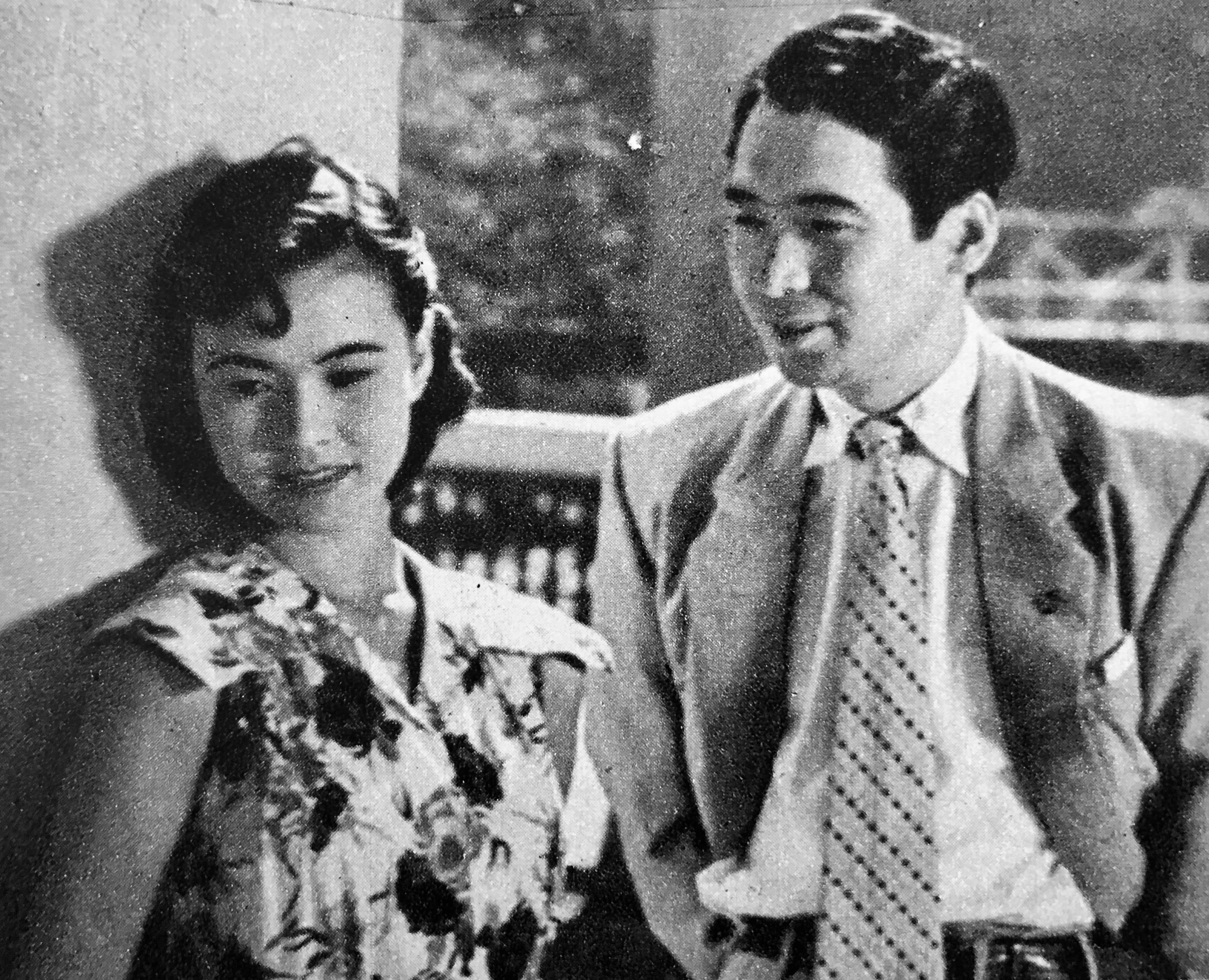
Mitsuko Kimura et Nobuo Kaneko dans Jeunes gens (1954).

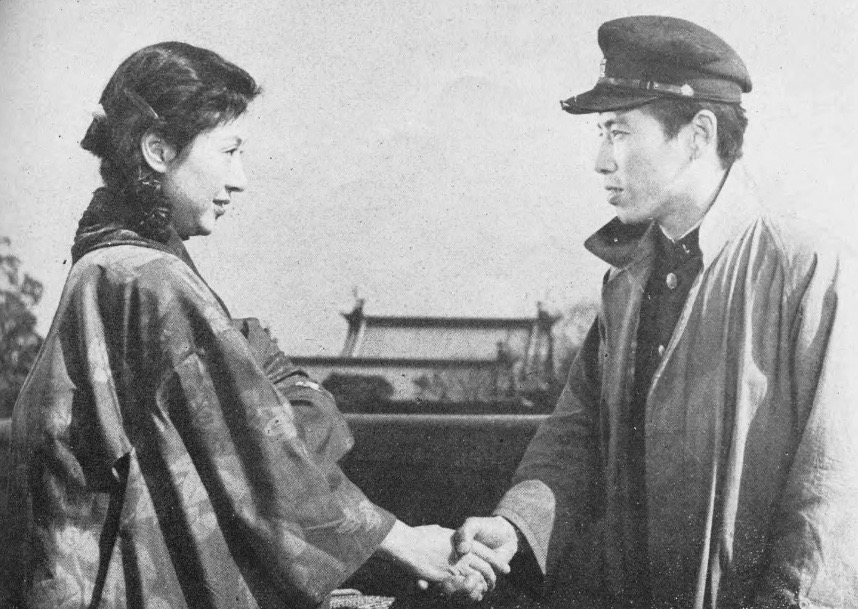
Keiko Tsushima et Isao Kimura dans Le Cap Ashizuri (1954).

### Réalisateur
Sauf indication contraire, les titres en français se basent sur la filmographie de Kōzaburō Yoshimura dans l'ouvrage Le Cinéma japonais de Tadao Satō.

#### Années 1930
- 1934 : À la dérobée (ぬき足さし足, Nukiashi sashiashi?)
- 1939 : Vous les femmes, gardez la maison (女こそ家を守れ, Onna koso ie o mamore?)
- 1939 : Un quartier reculé très joyeux (陽気な裏町, Yoki na uramachi?)
- 1939 : La Danseuse de demain (明日の踊り子, Ashita no odoriko?)
- 1939 : Cinq frères et sœurs (五人の兄妹, Gonin no kyodai?)
- 1939 : Courant chaud (暖流, Danryū?)[7]

#### Années 1940
- 1940 : L'Histoire du commandant de chars Nishizumi (西住戦車長伝, Nishizumi senshacho-den?)
- 1941 : Fleurs (花, Hana?)
- 1942 : L'Espion n'est pas encore mort (間諜未だ死せず, Kanchō imada shisezu?)
- 1942 : Vents du sud (南の風, Minami no kaze?)
- 1942 : Vents du sud ; suite (続南の風, Zoku minami no kaze?)
- 1943 : Nuit de veille avant le début de la guerre (開戦の前夜, Kaisen no zenya?)
- 1943 : Bombardements d'avions ennemis (敵機空襲, Tekki kūshū?) coréalisé avec Hiromasa Nomura et Minoru Shibuya
- 1944 : Bataille décisive (決戦, Kessen?)
- 1947 : Ceux qui ont mangé un éléphant (象を喰った連中, Zo o kutta renchu?)
- 1947 : Le Bal de la famille Anjo (安城家の舞踏会, Anjō-ke no butōkai?)
- 1948 : Tentation (誘惑, Yuwaku?)
- 1948 : La Journée la plus rayonnante de ma vie (わが生涯のかがやける日, Waga shogai no kagayakeru hi?)
- 1949 : Jalousie (嫉妬, Shitto?)
- 1949 : Ishimatsu des forêts (森の石松, Mori no Ishimatsu?)
- 1949 : Danse dans l'après-midi (真昼の円舞曲, Mahiru no embukyoku?)

#### Années 1950
- 1950 : Neige de printemps (春雪, Shunsetsu?)
- 1950 : Au bout de la bataille (戦火の果て, Senka no hate?)
- 1951 : Les Habits de la vanité (偽れる盛装, Itsuwareru seiso?)[8]
- 1951 : L'École de la liberté (自由学校, Jiyū gakkō?)
- 1951 : Le Roman de Genji (源氏物語, Genji monogatari?)
- 1952 : Les Sœurs de Nishijin (西陣の姉妹, Nishijin no shimai?)
- 1952 : Violence (暴力, Boryoku?)
- 1953 : Nuée d'oiseaux blancs (千羽鶴, Senbazuru?)
- 1953 : Désirs (慾望, Yokubo?)
- 1953 : Avant l'aube (夜明け前, Yoake mae?)
- 1954 : Le Cap Ashizuri (足摺岬, Ashizuri misaki?)
- 1954 : Jeunes gens (若い人たち, Wakai hitotachi?)
- 1955 : Puisque je t'aime (愛すればこそ 第一話 花売り娘, Aisureba koso?) - 1re partie
- 1955 : La Femme de Ginza (銀座の女, Ginza no onna?)
- 1955 : La Belle et le Dragon (美女と怪龍, Bijo to kairyu?)
- 1956 : Jour de mariage (嫁ぐ日, Totsugu hi?)
- 1956 : Rivière de nuit (夜の河, Yoru no kawa?)[9]
- 1956 : Le Démon de midi (四十八歳の抵抗, Yonjū-hassai no teikō?)
- 1957 : Une histoire d'Osaka (大阪物語, Osaka monogatari?)
- 1957 : Les Papillons de la nuit (夜の蝶, Yoru no chō?)
- 1957 : Sur la terre (地上, Chijo?)
- 1958 : Un grain de blé (一粒の麦, Hitotsubu no mugi?)
- 1958 : Le Vrai Visage de la nuit (夜の素顔, Yoru no sugao?)
- 1959 : Le téléphone sonne dans la soirée (電話は夕方に鳴る, Denwa wa yugata ni naru?)
- 1959 : L'Escalier de la noblesse (貴族の階段, Kizobu no kaidan?)

#### Années 1960
- 1960 : Testaments de femmes (女経, Jokyō?) - 3e épisode
- 1960 : Femmes de Tokyo (女の坂, Onna no saka?)
- 1961 : Médaille pour une femme (女の勲章, Onna no kunshō?)
- 1961 : L'Âge du mariage (婚期, Konki?)
- 1962 : Circonstances familiales (家庭の事情, Katei no jijō?)
- 1962 : Je n'oublie pas cette nuit (その夜は忘れない, Sono yo wa wasurenai?)
- 1963 : La Poupée brisée (越前竹人形, Echizen take ningyō?)
- 1963 : Mensonges (嘘, Uso?) (2e segment) co-réalisé avec Yasuzō Masumura (1er segment) et Teinosuke Kinugasa (3e segment)
- 1966 : Les Montagnes du cœur (こころの山脈, Kokoro no sanmyaku?)
- 1967 : Daraku suru onna (堕落する女?)
- 1968 : Les Belles Endormies (眠れる美女, Nemureru bijo?)[10]

#### Années 1970
- 1971 : Un doux secret (甘い秘密, Amai himitsu?)
- 1973 : Rika l'enfant métis : berceuse (混血児リカ　ハマぐれ子守唄, Konketsuji Rika: Hamagure komoriuta?)
- 1974 : Debout les damnés de la terre (襤褸の旗, Ranru no hata?)

### Producteur
- 1952 : Les Enfants d'Hiroshima (原爆の子, Gembaku no ko?) de Kaneto Shindō
- 1953 : Epitome (縮図, Shukuzu?) de Kaneto Shindō
- 1953 : La Vie d'une femme (女の一生, Onna no issho?) de Kaneto Shindō

### Scénariste
- 1953 : Dans le bas-quartier de Yokocho (もぐら横丁, Mogura Yokochō?) de Hiroshi Shimizu

## Distinctions
Sauf indication contraire, les informations mentionnées dans cette section peuvent être confirmées par la base de données cinématographiques IMDb,  présente dans la section « Liens externes ».

### Décoration
- 1976 : récipiendaire de la Médaille au ruban pourpre

### Récompenses
- 1948 : prix Kinema Junpō du meilleur film pour Le Bal de la famille Anjo[11]
- 1951 : prix du film Mainichi du meilleur réalisateur pour Les Habits de la vanité[12]
- 1963 : prix OCIC pour Je n'oublie pas cette nuit au festival international du film de Saint-Sébastien
- 2001 : prix spécial du film Mainichi pour l'ensemble de sa carrière[13]
- 2001 : prix spécial de la Japan Academy pour l'ensemble de sa carrière[14]

### Sélections
- Le Roman de Genji est présenté en compétition lors du festival de Cannes 1952[15]
- Testaments de femmes, co-réalisé avec Kon Ichikawa et Yasuzō Masumura est sélectionné lors de la Berlinale de 1960